# Standard Commands for Programmable Instruments
Standard Commands for Programmable Instruments (amb acrònim anglès SCPI, comandes estàndard per a instruments programables) defineixen un estàndard per a la sintaxi i les ordres que s'utilitzen en el control de dispositius d'assaig i mesura programables, com ara equips electrònics d'assaig.

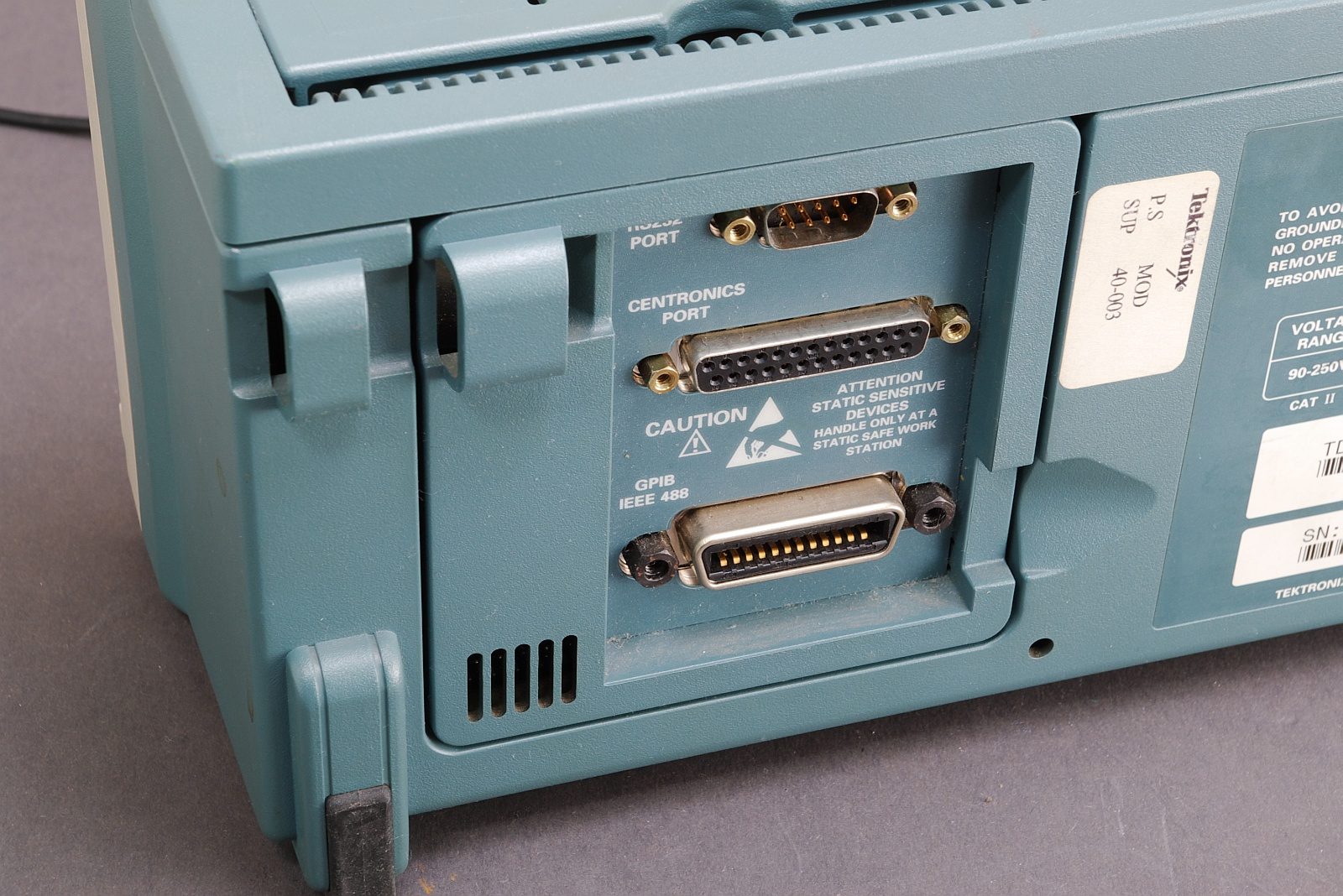
Part posterior d'un equip de mesura amb connectors SCPI

SCPI es va definir com una capa addicional a la part superior de l'especificació IEEE 488.2-1987 "Codis estàndard, formats, protocols i ordres comuns". L'estàndard especifica una sintaxi comuna, una estructura d'ordres i formats de dades, que s'utilitzaran amb tots els instruments. Va introduir ordres genèriques (com CONFigure i MEASure)que es podien utilitzar amb qualsevol instrument. Aquestes ordres s'agrupen en subsistemes. SCPI també defineix diverses classes d'instruments. Per exemple, qualsevol font d'alimentació controlable implementaria la mateixa classe de funcionalitat base DCPSUPPLY.Les classes d'instruments especifiquen quins subsistemes implementen, així com qualsevol característica específica de l'instrument.